# Irina Soemnikova
Irina Vladimirovna Soemnikova (Russisch: Ирина Владимировна Сумникова; geboortenaam: Свириденко; Sviridenko) (Minsk, 15 oktober 1964), is een Wit-Russisch voormalig professioneel basketbalspeler die uitkwam voor het nationale team van de Sovjet-Unie, het Gezamenlijk team en Rusland. Ze heeft de onderscheidingen ontvangen, Meester in de sport van de Sovjet-Unie in 1992 en het Ereteken van de Sovjet-Unie in 2006.

## Carrière
Soemnikova begon haar carrière in 1980 bij Horizont Minsk. Met die club werd ze één keer tweede en één keer derde om het Landskampioenschap van de Sovjet-Unie. In 1992 ging Soemnikova spelen voor BC Oberhausen in Duitsland. In 1994 ging ze spelen voor Soproni Postás in Hongarije. In 1996 stapte ze over naar BSE Boedapest ook in Hongarije. Met die club werd ze drie keer Landskampioen van Hongarije in 1998, 1999 en 2000. In 2000 ging Soemnikova naar Dinamo Moskou in Rusland. Met Dinamo won ze twee keer het Landskampioenschap van Rusland in 2000 en 2001. In 2003 stopte ze met basketballen.
Met de Sovjet-Unie speelde Soemnikova op de Olympische Zomerspelen in 1988. Ze won brons. Ook speelde ze op het Wereldkampioenschap. Ze won zilver in 1986. Op het Europees Kampioenschap van 1989 en 1991 won ze goud. Ook won Soemnikova zilver op de Goodwill Games in 1986. Met het Gezamenlijk team won ze goud op de Olympische Zomerspelen in 1992. Met Rusland won ze twee keer brons op het Europees Kampioenschap in 1995 en 1999.
Soemnikova is afgestudeerd aan de Wit-Russische GAFK. Soemnikova is de zus van handballer Georgi Sviridenko die goud won met de Sovjet-Unie op de Olympische Zomerspelen in 1988.

## Erelijst
- Landskampioen Sovjet-Unie:
  - Tweede: 1989
  - Derde: 1991
- Landskampioen Rusland: 2
  - Winnaar: 2000, 2001
  - Derde: 2002
- Landskampioen Hongarije: 3
  - Winnaar: 1998, 1999, 2000
- Olympische Spelen: 1
  - Goud: 1992
  - Brons: 1988
- Wereldkampioenschap: 1
  - Goud: 1983
  - Zilver: 1986
- Europees Kampioenschap: 2
  - Goud: 1989, 1991
  - Brons: 1995, 1999
- Goodwill Games:
  - Zilver: 1986